# Dubiaranea distracta
Dubiaranea distracta là một loài nhện trong họ Linyphiidae. Loài này được phát hiện ở Colombia.